# Biblioteca medica statale
La Biblioteca Medica Statale è una Biblioteca pubblica statale; è stata ospitata all'interno del Policlinico Umberto I fino al 2015, poi trasferita nel complesso di via del Castro Pretorio 105, sede della Biblioteca Nazionale Centrale di Roma. Fu fondata nel 1925 a supporto delle attività di ricerca del Policlinico; appartiene ora al Ministero dei beni e delle attività culturali e del turismo.
Possiede molte tra le più recenti monografie riguardanti tutte le branche della medicina e discipline sanitarie, nonché riviste in formato elettronico. Possiede inoltre numerosi antichi testi di medicina e scienze affini.